# Дмитриев, Василий Семёнович
Васи́лий Семёнович Дми́триев (1839—1913) — общественный, государственный деятель, помещик, лейтенант (1865), действительный статский советник (1893), член Государственного совета Российской империи.
Василий Семёнович Дмитриев родился в русской православной дворянской помещичьей семье в усадьбе Челесниково в Есиплевской волости Кинешемского уезда Костромской губернии. Его отец — отставной капитан 2-го ранга Семён Прокофьевич Дмитриев (? — 1876). В 1860 году Василий Семёнович Дмитриев окончил Морской кадетский корпус в Санкт-Петербурге. После чего был определён на службу во Флотский экипаж. С 1860 по 1863 год служил в 19-м флотском экипаже, с 1863 по 1865 год служил во 2-м флотском экипаже, затем в 8-м флотском экипаже. Был в составе команды моряков на фрегатах «Рюрик» и «Светлана», парусно-винтового корабля «Гангут», клипера «Гайдамак», транспорта «Наездник», корвета «Наездник». В 1865 году он получил звание лейтенанта. В 1866 году был уволен с морской службы в связи с переходом к «статским делам». После отставки поселился в усадьбе Челесниково и продолжил дело отца, активно занимаясь сельским хозяйством. Он был землевладелецем, ему принадлежало 300 десятин родовой земли в Кинешемском уезде в 1909 году. Был женат, имел детей. Его жена владела 250 десятинами приобретенной земли Костромской губернии в 1909 году. Впоследствии Дмитриев овдовел. Василий Семенович Дмитриев был соседом и хорошим знакомым А. Н. Островского по деятельности в Кинешемском земстве; он приезжал в гости к семье Островских в Щелыково, был среди приглашенных на праздниках в честь именин Александра Николаевича и Марии Васильевны. С 1866 по 1869 год Василий Семёнович был мировым посредником Кинешемского уезда Костромской губернии. Занимал должность участкового мирового судьи. С 1868 года он — гласный Кинешемского уездного земского собрания. С 1874 года он — гласный Костромского губернского земского собрания. Дмитриев занимался различными вопросами: развитием школьного и медицинского дела, ремонтом и строительством мостов и дорог, организацией почтового дела, вопросами помощи инвалидам и неимущим, устройством телефона, приобретением новых пород скота и сельскохозяйственных машин. Василий Семенович первым в уезде поставил вопрос о создании кредитных обществ среди крестьян и об учреждении земского банка. Дмитриев был попечителем Челесниковского училища, благодаря ему в Челесникове и Есепливе были организованы в летнее время ясли для маленьких детей. Был почётным попечителем Костромской гимназии. С 1883 года Василий Семенович был управляющим государственными имуществами Владимирской и Рязанской губерний. С 1884 года он был уездным исправником Макарьевского уезда Костромской губернии. В 1887 году Дмитриев был причислен к Министерству государственных имуществ. Занимал должность управляющего государственными имуществами Владимирской и Рязанской губерний. С 1897 по 1909 год занимал должность управляющего государственными имуществами Костромской и Ярославской губерний. Был почётным мировым судьёй Кинешемского уезда более двух сроков. С 1899 года он был действительным членом Костромской губернской ученой архивной комиссии. С 1903 по октябрь 1909 года был начальником управления земледелия и государственных имуществ Костромской и Ярославской губерний. Был участником 7-го съезда Объединенного дворянства. 13 августа 1909 года Дмитриев был избран членом Государственного совета Российской империи от Костромского губернского земского собрания вместо выбывшего за окончанием срока полномочий Н. В. Марина. Входил в Центра группу, с марта 1911 года был в Кружке внепартийного объединения. В 1911 году был член особой комиссии по законопроекту «О волостном земском управлении». В 1912 году он выбыл в связи с окончанием Государственного совета срока полномочий. Умер в 1913 году, похоронен в селе Есиплево.

## Сочинения
- Соображения о мерах, к облегчению современного положения дворянства, вызванные высочайшим рескриптом 13 апреля 1897 года, данным на имя председателя Комитета Министров, статс-секретаря, действительного тайного советника Дурново. - Владимир: Тип. А. И. Новгородской, 1897. - 16 с.;
- Об изыскании средств для призрения хроников, сирот, престарелых и неработоспособных: (На основании данных зам. деятельности в Костром. губ.): Докл. В. С. Дмитриева / Первый Всерос. съезд деятелей по обществ. и частн. призрению. - Спб.: Тип. И. В. Леонтьева, [1910]. - 259-275 с.; 24 см. - Отт. из "Тр. 1-го Съезда рус. деятелей по обществ. и частн. призрению". Спб., 1910 г. - Без тит. л. и обл.
- О зимних общественных работах по осушению моховых и торфяных болот в казенных дачах как виде трудовой помощи крестьянам, пострадавшим от неурожая : Докл. в Общ. собр. Всерос. союза учреждений, о-в и деятелей по обществ. и частн. призрению 19 нояб. 1911 г. / [Соч.] чл. Гос. сов. по выборам В.С. Дмитриева. - [Санкт-Петербург] : тип. И.В. Леонтьева, [1911]. - 5 с.;